# دافيد أغمون
دافيد أغمون (بالعبرية: דוד אגמון‏) (من مواليد 1947) كان جنرالاً في الجيش الإسرائيلي. وبعد خدمته في الجيش الإسرائيلي، عمل لفترة وجيزة كرئيس مكتب رئيس الوزراء الإسرائيلي بنيامين نتنياهو.
ولد دافيد عام 1947 في الدار البيضاء في  المغرب، وانتقل إلى  إسرائيل عندما كان يبلغ من العمر عامًا واحدًا. والتحق بجيش الدفاع الإسرائيلي عام 1965. وكان ضابطا شابا خلال حرب الأيام الستة. ثم تم تعيينه في الكونغو لمدة عامين لتدريب الجنود الكونغوليين.
ولاحقاً، شغل منصب قائد سلاح المشاة في الجيش الإسرائيلي والقائد العام لمنطقة جنوب لبنان.
كتب أغمون العديد من التعليقات في مختلف الصحف والمجلات الإسرائيلية حول مواضيع مثل الصراع العربي الإسرائيلي والصراع الإسرائيلي الفلسطيني.
منذ عام 2005، كان دافيد أغمون هو المؤسس والرئيس التنفيذي لشركة "ثيرموسيف ليميتيد"، وهي شركة ناشئة تركز على أنظمة التدفئة.